# Windhof (kanton Capellen)
Windhof (lb. Wandhaff) – wieś w środkowym Luksemburgu, w gminie Koerich, w kantonie Capellen. Do 3 października 2015 leżała w dystrykcie Luksemburg. Wieś zamieszkuje 95 osób.